# Coudroy
Coudroy ist eine französische Gemeinde mit 299 Einwohnern (Stand: 1. Januar 2022) im Département Loiret in der Region Centre-Val de Loire. Sie ist Teil des Kantons Lorris im Arrondissement Montargis. Die Einwohner werden Coudroyens genannt.

## Geographie
Coudroy liegt etwa 42 Kilometer östlich von Orléans am Canal d’Orléans. Umgeben wird Coudroy von den Nachbargemeinden Châtenoy im Norden und Westen, Chailly-en-Gâtinais im Norden und Nordosten, Noyers im Osten, Lorris im Süden und Südosten sowie Vieilles-Maisons-sur-Joudry im Westen und Südwesten.

## Bevölkerungsentwicklung
| 1962                       | 1968 | 1975 | 1982 | 1990 | 1999 | 2006 | 2018 |
| -------------------------- | ---- | ---- | ---- | ---- | ---- | ---- | ---- |
| 235                        | 222  | 196  | 180  | 196  | 274  | 333  | 320  |
| Quellen: Cassini und INSEE |      |      |      |      |      |      |      |

|  |  |